# Hidrogênio metálico

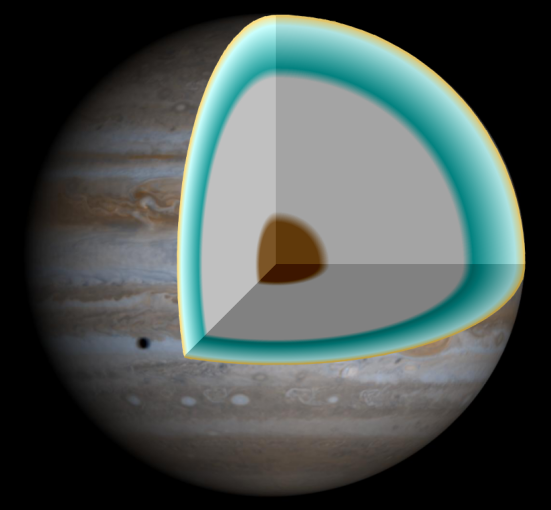
Gigantes gasosos como Júpiter (foto acima) podem conter grandes quantidades de hidrogênio metálico (retratado em cinza) e hélio metálico.

O hidrogênio metálico líquido constitui-se de elétrons e prótons ionizados (como no interior do Sol, mas a uma temperatura bem mais baixa). À temperatura e pressão do interior de Júpiter, o hidrogênio é um líquido, não um gás. É um condutor elétrico e a fonte do campo magnético de Júpiter. Essa camada provavelmente também contém alguma quantidade de hélio e traços de vários "gelos". A existência do hidrogênio metálico foi proposta em 1930. As experiências até agora feitas previam que o elemento poderia atingir o estado sólido a cerca de 620 GPa. Experiências práticas já tinham submetido o gás a até 250 GPa.
O cientista francês René Le Toullec anunciou não somente o aumento da pressão conseguida, mas também baixou drasticamente a pressão prevista para que o gás se solidifique. A experiência baseou-se em uma célula de diamante, onde se submeteu o hidrogênio a 320 GPa, a 100 K. O material foi analisado através de um espectrofotômetro, que mediu a absorção de luz do material à medida que a pressão era aumentada. A 320 GPa o material tornou-se opaco. Espera-se que o hidrogênio sólido possa ser preto. Interpolações feitas com base na experiência mostram que o estado sólido poderá ser atingido a 450 GPa, bem abaixo dos 620 anteriormente previstos.
Em outubro de 2016, houve reivindicações de que o hidrogênio metálico foi observado em laboratório a uma pressão de cerca de 495 gigapascals (4 950 000 bar, 4 890 000 atm, 71 800 000 psi). Em janeiro de 2017, cientistas da Universidade de Harvard anunciaram a primeira criação de hidrogênio metálico em laboratório, através do uso de uma célula de bigorna de diamante. Algumas observações consistentes com o comportamento metálico foram relatadas, como a observação de algumas novas fases de hidrogênio sólido em condições estáticas. Além disso, em um líquido denso de deutério, as transições elétricas isolador-condutor foram associadas a um aumento da refletividade óptica.